# Pierre Galin
Pierre Galin (* 1786; † 31. August 1821 in Paris) war ein französischer Musiktheoretiker.
Galin studierte Mathematik an der École Polytechnique. Ausgehend von der Idee der Zahlentonschriften Rousseaus entwickelte er eine Methode des Musikunterrichts, die er in seinem Buch Exposition d'une nouvelle méthode pour l'enseignement de la musique 1818 in Bordeaux publizierte. Sie ist als Galin-Paris-Chevé-Methode bekannt.
Diese Methode, die er gemeinsam mit seiner Schwester und seinem Schwager Aimé Paris weiterentwickelte und ab 1819 in Paris praktizierte, wurde als Méthode Galin-Cheve-Paris bekannt und fand in ganz Europa und den USA Anwendung. Weitere Publikationen zu der Methode wurden von seinen Schülern Edouard Jue, Aime Lemoine und Philippe de Geslin veröffentlicht.
| Personendaten    | Personendaten                  |
| ---------------- | ------------------------------ |
| NAME             | Galin, Pierre                  |
| KURZBESCHREIBUNG | französischer Musiktheoretiker |
| GEBURTSDATUM     | 1786                           |
| STERBEDATUM      | 31. August 1821                |
| STERBEORT        | Paris                          |